# Crossota rufobrunnea
Crossota rufobrunnea är en nässeldjursart som först beskrevs av Paul Torben Lassenius Kramp 1913.  Crossota rufobrunnea ingår i släktet Crossota och familjen Rhopalonematidae. Inga underarter finns listade i Catalogue of Life.